# Thornhill Cross

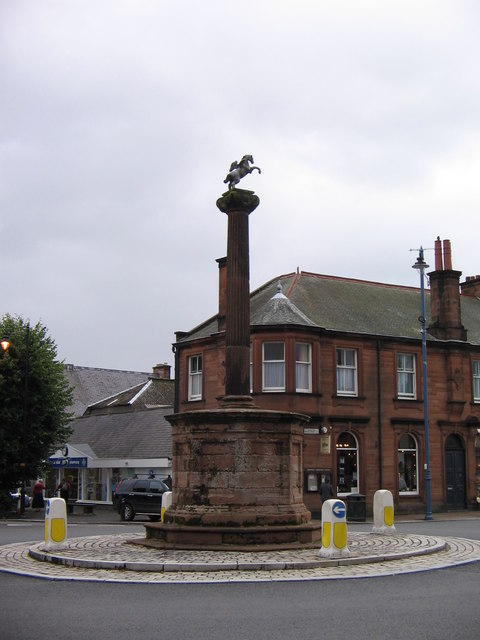
Thornhill Cross

Das Thornhill Cross ist ein Marktkreuz in der schottischen Ortschaft Thornhill in der Council Area Dumfries and Galloway. 1971 wurde das Bauwerk in die schottischen Denkmallisten in der höchsten Denkmalkategorie A aufgenommen.

## Geschichte
Charles Douglas, 3. Duke of Queensberry stiftete das Marktkreuz im Jahre 1714. Nachdem es zunächst weiter südlich zwischen einem Gasthaus und dem Gerichtsgebäude aufgestellt war, wurde es um 1772 an seinen heutigen Standort versetzt, um Planungen zur strukturellen Umgestaltung der Ortschaft Rechnung zu tragen. 1744 stürzte es beinahe um. In einem Sturm im Jahre 1954 wurde das Marktkreuz beschädigt und anschließend restauriert.

## Beschreibung
Das Marktkreuz steht prominent auf einer Insel auf der Kreuzung zwischen der Drumlanrig Street (A76) mit der Morton Street im Zentrum von Thornhill. Bei ersterer handelt es sich um die Hauptverkehrsstraße der Ortschaft. Vermutlich entwarf der schottische Architekt James Smith das Bauwerk. Es besteht aus einem oktogonalen Sockel aus roten Steinquadern, von dem eine ionische Säule aufragt. Auf der Säule sitzt eine sich aufbäumende Pegasus-Figur aus Blei auf.